# 储值卡
储值卡是一种支付卡，卡上本身可存有资金，一般不记名、不挂失，用于小额支付，需要提前往卡里充值才能消费。与借记卡不同，储值卡上的资金存在其发行方处而非金融机构，因此不需要像借记卡那样链接银行账户。与银行卡不同的是，储值卡通常是不记名（匿名）的，如礼品卡。储值卡是预付费卡，当余额用光后可能被丢弃，如话费卡，和针对某些特定商户（一般为商场或超市）消费使用的储值卡。